# Monolith Productions
Monolith Productions è stata un'azienda statunitense dedita allo sviluppo e alla pubblicazione di videogiochi con sede nella città di Kirkland (Washington), fondata nel 1993 e scioltasi nel 2025; dal 2005 fino alla sua chiusura, ha fatto parte del gruppo di Warner Bros. Interactive.
Monolith ha sviluppato il motore grafico Lithtech, usato spesso nei giochi da loro prodotti. Il motore grafico viene sviluppato da una compagnia affiliata, la Touchdown Entertainment, che provvede a concedere in licenza il motore ad altri acquirenti.

## Videogiochi
| Anno | Titolo                    | Piattaforma/e                    |
| ---- | ------------------------- | -------------------------------- |
| 1997 | Blood                     | Windows                          |
| 1997 | Claw                      | Windows                          |
| 1998 | Shogo                     | Windows                          |
| 1998 | Blood II                  | Windows                          |
| 2000 | No One Lives Forever      | Windows                          |
| 2001 | Aliens vs. Predator 2     | Windows                          |
| 2003 | Tron 2.0                  | Windows                          |
| 2005 | The Matrix Online         | Windows, Xbox 360                |
| 2005 | F.E.A.R.                  | Windows, Xbox 360                |
| 2005 | Condemned                 | Windows, Xbox 360                |
| 2008 | Condemned 2               | Windows, Xbox 360, PlayStation 3 |
| 2009 | F.E.A.R. 2                | Windows, Xbox 360, PlayStation 3 |
| 2012 | Gotham City Impostors     | Windows, Xbox 360, PlayStation 3 |
| 2012 | Guardians of Middle Earth | Windows, Xbox 360, PlayStation 3 |
| 2014 | Shadow of Mordor          | Windows, Xbox One, PlayStation 4 |
| 2017 | Shadow of War             | Windows, Xbox One, PlayStation 4 |